# Atentados en Adén de octubre de 2021
Los atentados en Adén ocurrieron entre el 10 al 13 de octubre de 2021 y estaban dirigidos a miembros del Estado yemení, los ataques dejaron 18 fallecidos.

## Descripción
El 10 de octubre de 2021, un coche bomba en Adén (Yemen) mató a seis personas e hirió a otras siete. La agencia de noticias estatal dijo que la bomba fue un intento de asesinato terrorista dirigido al gobernador de Adén Ahmed Lamlas y al ministro de agricultura Salem al-Suqatri.
El 30 de octubre de 2021, un coche bomba cerca del Aeropuerto Internacional de Adén mató al menos a 12 civiles e hirió a varios más. El primer ministro Mueeen Abdulmalek Saeed lo describió como un atentado terrorista con bomba.